# Bockhorn (Bassa Sassonia)
Bockhorn è un comune di 8 991 abitanti, della Bassa Sassonia, in Germania.

Appartiene al circondario (Landkreis) della Frisia (targa FRI).

## Amministrazione

### Gemellaggi
- Vértessomló, dal 2002[2]